# Callogorgia dubia
Callogorgia dubia is een zachte koraalsoort uit de familie Primnoidae. De koraalsoort komt uit het geslacht Callogorgia. Callogorgia dubia werd in 1906 voor het eerst wetenschappelijk beschreven door Thomson & Henderson. 